# کارل رینگل
کارل رینگل (به انگلیسی: Karl Ringel؛ ۳۰ سپتامبر ۱۹۳۲ – ۴ مهٔ ۲۰۲۴) یک بازیکن فوتبال اهل آلمان بود.
از جمله باشگاه‌هایی که وی در آن‌ها بازی کرده‌است، می‌توان به باشگاه فوتبال گروتر فورث، باشگاه والیبال اشتوتگارت فریدریشسهافن، باشگاه فوتبال درسدنر و باشگاه فوتبال زاربروکن اشاره کرد.
وی همچنین در تیم‌های ملی فوتبال زارلند و آلمان نیز، سابقهٔ بازی داشته‌است.